# مهرابه
مهرابه یا مهرکده به ساختمان مذهبی، مهرپرستان گفته می‌شود. این واژه از دو کلمه مهر و آبه ساخته شده‌است. خورآبه (خورشید آبه) نیز به همین معناست. آبه به معنی «جای گود» است که در کل واژه مهرآبه به معنای «گودی خورشید» می‌شود.
مهرآبه در معماری فضایی چهارسویی بود، که جهت اصلی نیمروزی داشت. منتظران ظهور مهر فرشته آزادیبخش و عدالت گستر بایستی منتظر زایش او از آناهیتا در غاری می‌بودند که با تابش نور مهر خورشید بر سطح آب سنگاب تحقق پیدا می‌کرد. پس در هر طلوع صبح، و اوج نیمروزی و غروب مهر در این نیایشگاه برای ظهور او به نیایش می‌پرداختند. مهرآبه یا مهرآوه یعنی گنبدخانه مهر، خورآبه همان خورآوه یا خرابه گنبدخانه خور یا خورشید است. سقف گنبد مهرابه‌ها نیلگونی بود که با لاجورد رنگین می‌شد، روزنه هورنوی آن در میان نقش خورشید یا شمسه قرار می‌گرفت و بر آن نقوش ستارگان با رنگ‌های طلایی ترسیم می‌گشت، همچون مقرنس در دل گنبدها در دوره‌های بعدی. واژهٔ عربی محراب نیز از مهراب ایرانیان الگوبرداری شده‌است.

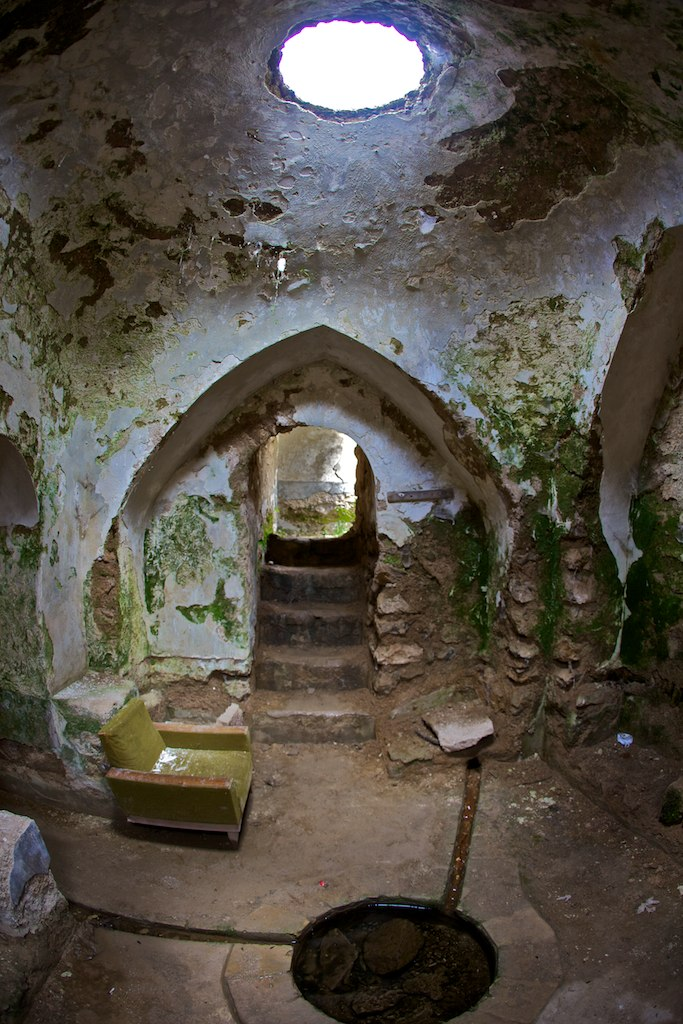
یک مهرابه در کندلوس

## انواع مهرابه
تصور بر آن بوده که مهر در یک غار گاو را که به اعتقاد مهرپرستان منشأ به وجود آمدن آفرینش است کشته و از گوشت و خون آن گاو گیاهان وموجودات به وجود آمده‌اند پس به همین دلیل اعمال و مناسک خود را که از مهم‌ترین آن‌ها قربانی کردن گاو بود در غار انجام می‌دادند.

### مهرابه‌های غاری
در جاهایی که غار طبیعی وجود داشت از همین غارها برای نیایش استفاده می‌شد. مهرابه هادر بیشتر دوران‌ها به صورت معابد پنهانی بودند؛ و دور از شهرها و گذرها ساخته می‌شد.

### مهرابه‌های زیرزمینی
در جاهایی که غار طبیعی وجود نداشته زمین را به مانند غاری می‌کنده‌اند. مهرابه‌های زیر زمینی در عمق و انتها توسعه زیادی پیدا نکرده بود.

### مهرابه‌های روزمینی
در جاهایی که امکان کندن زمین نبوده‌است یا این که آب روان در آن جاری بوده سعی می‌کردند که مهرابه را نزدیک آب روان بسازند.

## معماری مهرابه‌ها
در ورودی مهرابه را بیشتر به سمت شرق می‌ساختند.
ساختمان مهرابه‌ها از یک ورودی سپس دهلیز درونی که به سه راهرو منتهی می‌شد تشکیل شده‌است. تالار روبرویی بزرگ بوده و تالار اصلی معبد بوده‌است. دو راهرویی که در سمت چپ و راست قرار داشتند تنگتر بوده و سقف آن هم کوتاهتر است. مهراب بالای تالار اصلی قرار می‌گرفت و عبارت است از گودی اندکی در دیوارکه نقش مهر (و گاهی مجسمه او) در حال کشتن گاو در آن دیده می‌شد دو مهربان نیز در دو سوی او دیده می‌شدند. در دو طرف تالار اصلی نیمکتهایی سنگی قرار می‌دادند.
روشنی مهرابه از روزنه‌های کوچک سقف یا پنجره‌های باریک تأمین می‌شد، به طوری که فضای مهرابه تقریباً تاریک بود؛ و این برای آن بود که حالت اصلی غار حفظ شود.
مهرابه‌ها را کوچک می‌ساختند به طوری که مهریان تنگ در کنار هم قرار گیرند. دیواره‌های مهرابه‌های اروپا از نقاشی‌های دیواری آیین مهر پر است.

## مهرابه‌های بازمانده
در اروپا بیشتر مهرابه‌هایی که مخفی نبودند به کلیسا تبدیل شدند یا در واقع روی بقایای آن‌ها کلیسا ساخته شد.
در ایران نیز بسیاری از مهرابه‌ها به کلیسا، مسجد، آتشکده، امامزاده، خانقاه، قدمگاه و… تبدیل شده‌اند.
مهم ترین مهرابه بازمانده در ایران مهرابه نرسه در سفیدشهر هست که جزء مهرابه های زیرزمینی به شمار می رود و بنای فوق العاده زیبایی دارد

نگارخانه
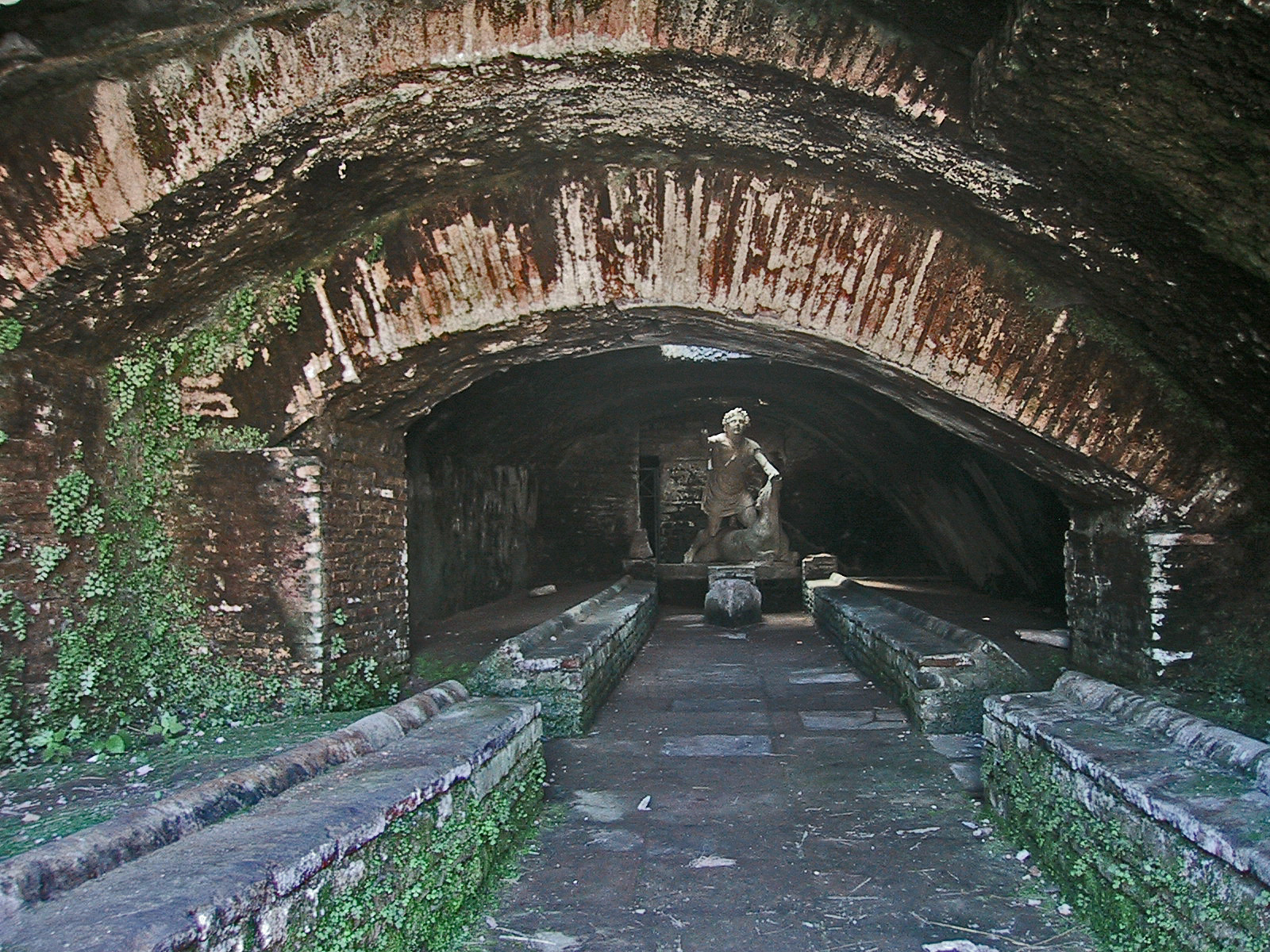
مهرابه‌ای در شهر باستانی اوستیا در ایتالیا
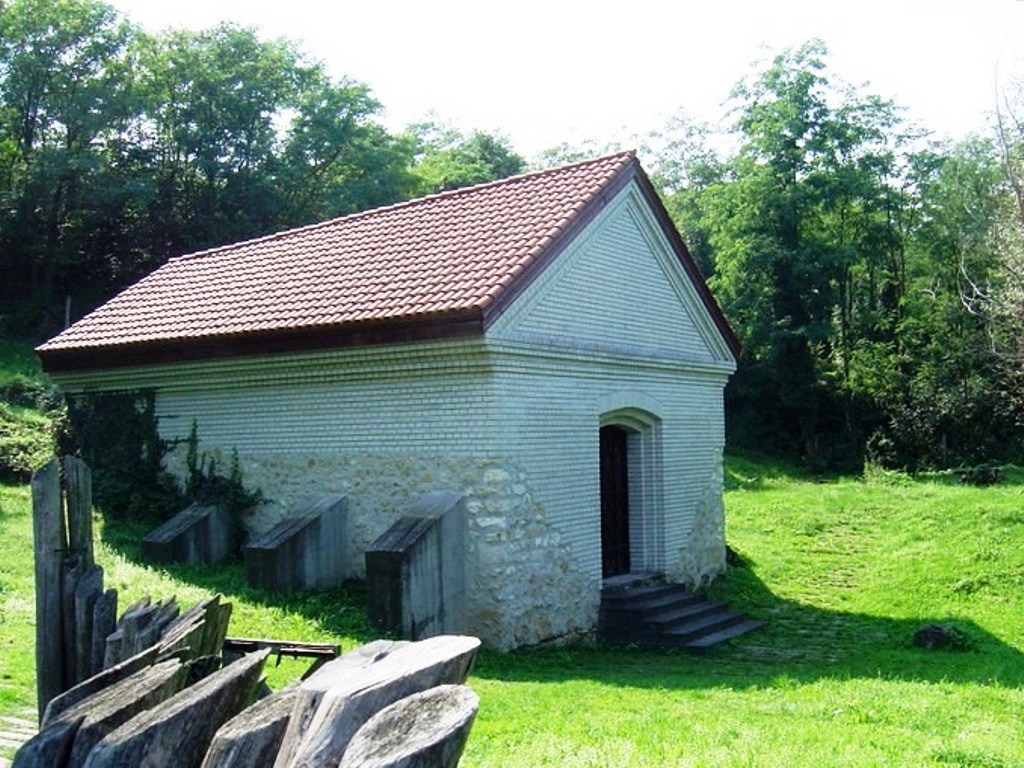
یک مهرابه متعلق به قرن سوم میلادی در مجارستان
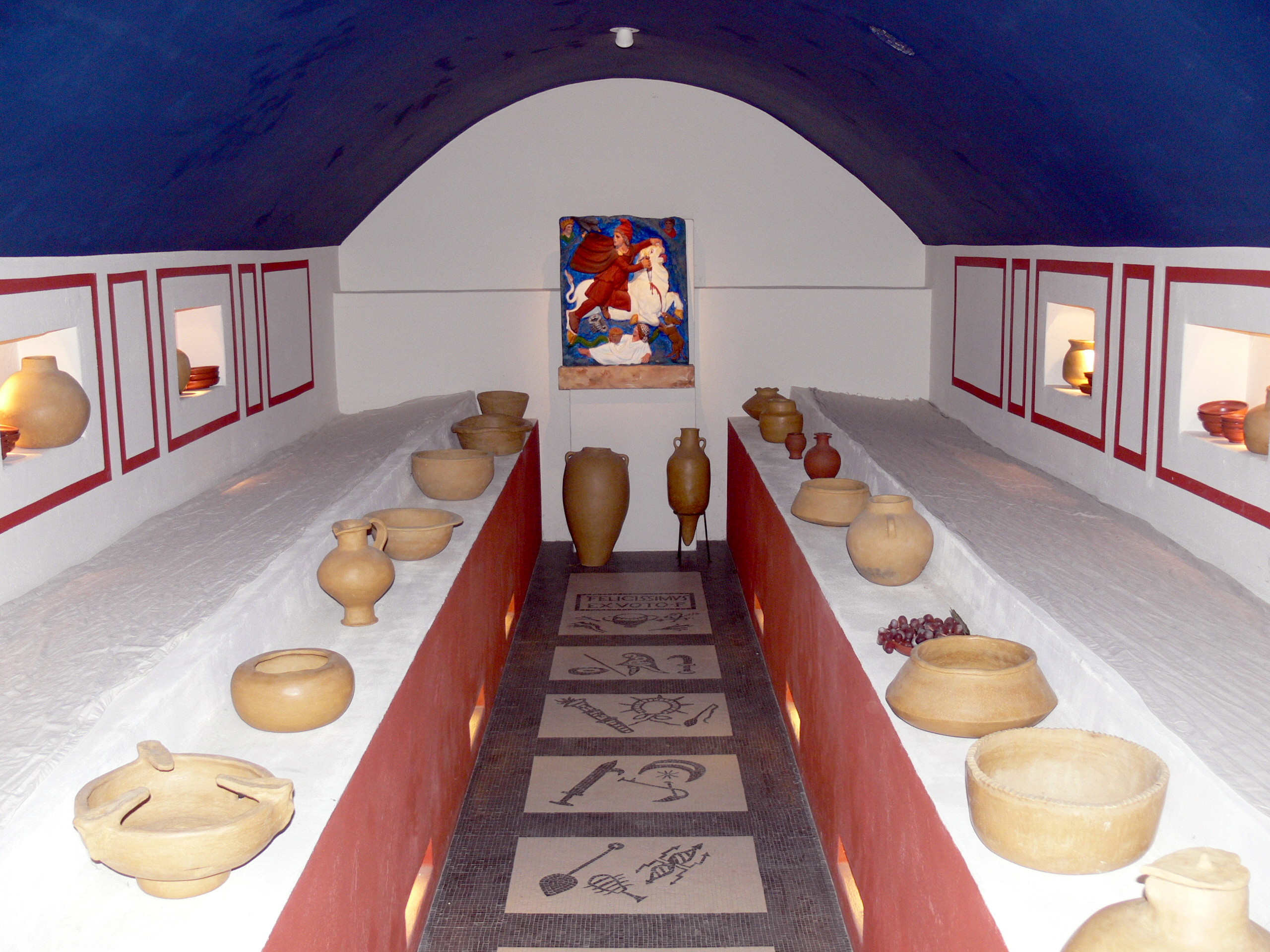
یک مهرابه بازسازی شده در شهر نَیمِیخِن هلند (موزه کتاب مقدس)
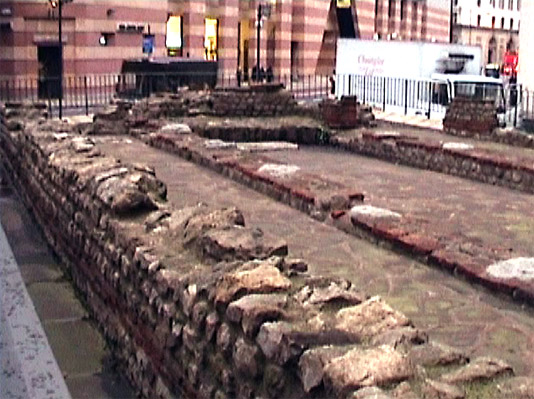
معبد میترایی کشف شده در خیابان والبروک شهر لندن
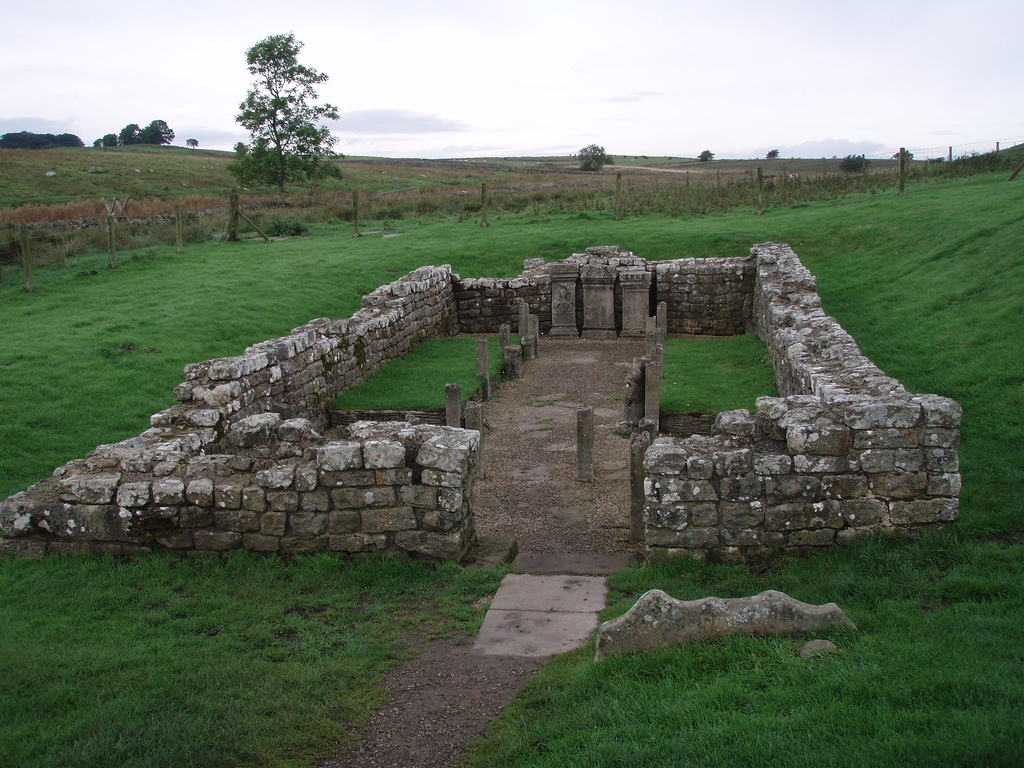
مهرابه‌ای در روستای کارابورگ در شمال شرق انگلستان